# Daniel Humair

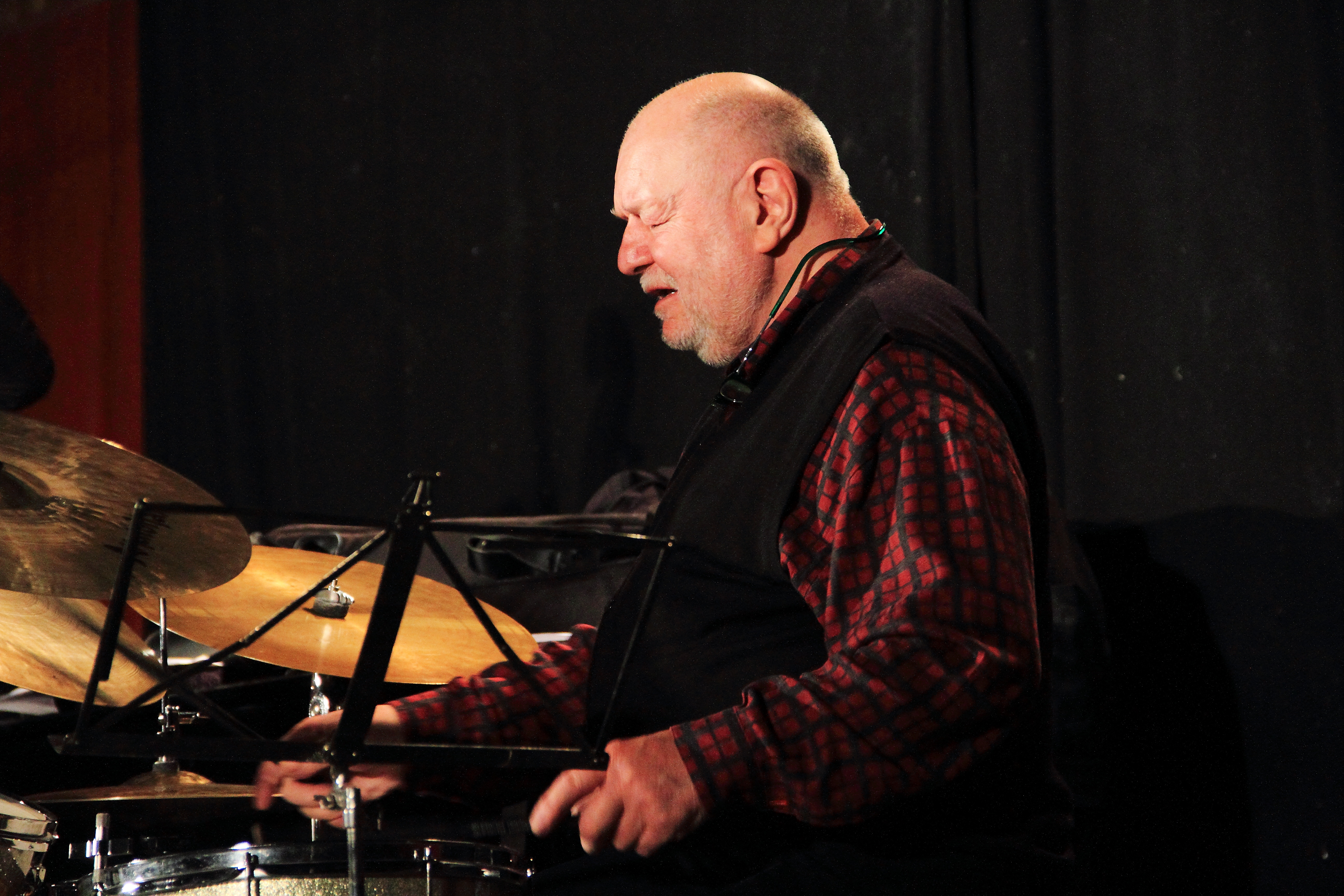
Daniel Humair auf dem INNtöne Jazzfestival 2016

Daniel Humair (* 23. Mai 1938 in Genf) ist ein Schweizer Jazz-Schlagzeuger.

## Leben und Wirken
Humair begann im Alter von sieben Jahren Klarinette und Schlagzeug zu spielen. Er startete eine professionelle Laufbahn, nachdem er 1955 beim internationalen Amateurwettbewerb des Zürcher Jazzfestivals den ersten Preis in drei Kategorien gewonnen hatte. 1958 siedelte er nach Paris über, wo er mit Musikern wie Chet Baker, Kenny Dorham, Eric Dolphy, Jackie McLean, Phil Woods, Lucky Thompson, Don Byas, Bud Powell, Nico Bunink und Oscar Pettiford arbeitete.
1959 gründete er mit Martial Solal eine Gruppe, zu der im Laufe der Zeit Pierre Michelot, René Urtreger, Barney Wilen, Michel Hausser (Mr. Vibes: Quartet & Octet Sessions 1958–1960) und Stéphane Grappelli stießen. 1965 wirkte er an Attila Zollers Album The Horizon Beyond und 1967 an  Jean-Luc Pontys Debütalbum Sunday Walk mit. Im selben Jahr war er auch am Ethno-Jazz-Projekt Noon in Tunisia von George Gruntz beteiligt. 1968 wurde er Mitglied von Phil Woods’ European Rhythm Machine, zugleich spielte er im Trio mit Jean-Luc Ponty und Eddy Louiss. 1972 gehörte Humair mit George Gruntz, Franco und Flavio Ambrosetti zu den Co-Leadern und Gründern von «The Band», aus der später The George Gruntz Concert Jazz Band hervorging.
In den 1970er Jahren trat Humair u. a. mit Jim Hall, Lee Konitz, Art Farmer, Joe Henderson, Dexter Gordon, Franco Ambrosetti, George Gruntz, Johnny Griffin, Herbie Mann, Anthony Braxton und Hampton Hawes auf und gründete mit Henri Texier und François Jeanneau ein Trio.
In der gleichen Zeit begann seine Zusammenarbeit im Trio mit Joachim Kühn und Jean-François Jenny-Clark, aus dem nach dem Tod von Jenny-Clark 1998 das Quartett mit Dominique Pifarély und Jean-Paul Céléa hervorging. Daneben arbeitete er auch mit Dave Liebman, Enrico Rava, Richard Galliano, Michel Portal und Jerry Bergonzi und im Trio mit Bruno Chevillon und Marc Ducret.
Humair tritt weltweit auf Jazzfestivals auf, wirkte an über zweihundert Alben mit und veröffentlichte mehr als fünfzehn eigene Alben. 1986 ernannte ihn die französische Regierung zum Chevalier des Arts et des Lettres. 1987 erhielt er den Grand Prix du Jazz des Autoren-, Komponisten- und Herausgeberverbandes SACEM, den Prix Charlie Parker der Académie du Disque und den Prix In Honorem der Académie Charles Cros.

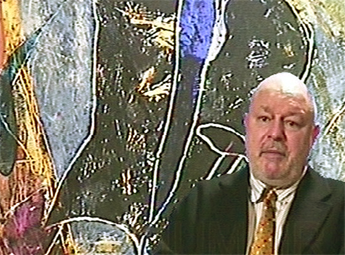
Daniel Humair (1995)

Daneben betätigt sich Humair seit den 1960er Jahren auch als Maler; seine abstrakten Gemälde finden sich in mehreren namhaften Sammlungen Europas. Er wirkte auch als Musiker in Filmen mit und komponierte Filmmusiken, z. B. für Une sale affaire (Eine schmutzige Affäre) und Les Conquistadores.

## Diskografie (Auswahl)
- Live at «Caméléon» Paris, Vol. 1/2, 1968
- Humair, Jeanneau, Texier, 1979
- 9-11 P.M. Town Hall, 1988
- Quatre, 1989
- Edges, 1991
- Usual Confusion, 1994
- Update 3.3, 1996
- Quatre fois trois, 1997
- Flench Wok, 2005
- Manu Codjia, Daniel Humair, François Moutin: Songlines, 2007
- Sweet & Sour, 2012
- Daniel Humair, Stéphane Kerecki: Modern Art
- Maxime Bender / Joachim Kühn / Daniel Humair / Stéphane Kerecki: Infinity of Sound (Igloo Records 2025)[1]